# يايا داكوستا
كامارا داكوستا جونسون (بالإنجليزية: Yaya DaCosta)‏(مواليد 15 نوفمبر 1982)،المعروفة باسم يايا داكوستا، هي ممثلة وعارضة أزياء أمريكية. كانت الوصيفة في الدورة الثالثة من برنامج أمريكا نيكست توب موديل. واصلت داكوستا مسيرتها في التمثيل وظهرت في المسلسل الدرامي النهاري (جميع أطفالي) على قناة إيه بي سي عام 2008، والمسلسل الكوميدي الدرامي (بيتي القبيحة) عام 2009، والمسلسل الطبي (شيكاغو ميد) على قناة إن بي سي من 2015 إلى 2022.
في عام 2010، ظهرت في فيلم (الأطفال بخير) للمخرجة ليزا تشولودينكو، ورُشحت مع طاقم العمل لجائزة اختيار النقاد للأفلام وجائزة غوثام. لعبت داكوستا دور المغنية ويتني هيوستن في فيلم ويتني (2015) الذي عُرض على قناة لايف تايم، وحظيت بإشادة واسعة على أدائها، كما رُشحت لجائزة بلاك ريل لأفضل ممثلة في فيلم تلفزيوني أو مسلسل محدود.

## روابط خارجية
- يايا داكوستا على موقع IMDb (الإنجليزية)
- يايا داكوستا على موقع ألو سيني (الفرنسية)
- يايا داكوستا على موقع ميوزك برينز (الإنجليزية)
- يايا داكوستا على موقع أول موفي (الإنجليزية)
- يايا داكوستا على موقع قاعدة بيانات الأفلام السويدية (السويدية)
- يايا داكوستا على موقع قاعدة بيانات الفيلم (الإنجليزية)
- يايا داكوستا على موقع كينوبويسك (الروسية)
- يايا داكوستا على موقع دليل عارضات الأزياء (الإنجليزية)